# Andrena chrysopus
Andrena chrysopus là một loài Hymenoptera trong họ Andrenidae. Loài này được Pérez mô tả khoa học năm 1903.